# Enggalwangi
Enggalwangi is een bestuurslaag in het regentschap Majalengka van de provincie West-Java, Indonesië. Enggalwangi telt 2598 inwoners (volkstelling 2010).